# ТАРДИС
ТАРДИС (Time And Relative Dimension(s) In Space) је измишљена хибридна временска машина и свемирски брод који се појављује у британској научно-фантастичној телевизијској серији Доктор Ху и њеним бројним изведеним делима. Иако ТАРДИС има способност камуфлирања, спољашњи изглед Докторовог ТАРДИС-а најчешће подсећа на полицијску говорницу, застарели тип телефонске кабине који је некада био уобичајен на улицама Британије током 1940-их и 1950-их година. Унутрашњост ТАРДИС-а приказана је као знатно пространија од спољашњег изгледа, што је често описивано као „већа изнутра него споља“.
Због значаја серије Доктор Ху у британској популарној култури, облик полицијске говорнице данас се више повезује са ТАРДИС-ом него са његовим стварним узором. Назив и дизајн ТАРДИС-а представљају регистровани заштитни знак Британске радиодифузне корпорације (BBC), иако је првобитни дизајн осмислила Метрополитенска полиција Лондона.

## Име
ТАРДИС је акроним од Time And Relative Dimension in Space („Време и релативна димензија у свемиру“). Реч Dimension („димензија“) се понекад користи у множини. У првој епизоди, An Unearthly Child (1963), употребљена је једнина Dimension. Први пут је множина Dimensions коришћена у новелизацији Doctor Who in an Exciting Adventure with the Daleks (1964), а у телевизијској серији се појавила у серијалу The Time Meddler (1965). Иако је у сценарију било написано у једнини, глумица Морин О’Брајан је изговорила у множини. Обе верзије су наставиле да се користе током класичне ере серије. У епизоди Rose (2005), Девети Доктор користи једнину, што је била одлука глумца Кристофера Еклстона. У сценарију је била множина.
Акроним је објашњен у првој епизоди An Unearthly Child (1963), у којој Докторова унука Сузан тврди да га је сама осмислила. Упркос томе, термин је уобичајено коришћен од стране других Господара времена како за Докторов, тако и за њихове властите временске бродове.
Назив ТАРДИС се углавном пише великим словима, али се може наћи и у облику Тардис, са почетним великим словом. Реч Тардис се први пут у писаном облику појавила у божићном издању часописа Radio Times из 1963. године, у коме се спомиње као „брод за простор-време, Тардис“.

## Опис
У фиктивном универзуму телевизијске серије Доктор Ху, ТАРДИС-и су свемирско-временске летелице Господара времена, ванземаљске врсте са планете Галифреј. Иако у серији постоји више ТАРДИС-а, фокус је углавном на једном, који користи главни протагониста, Господар времена познат као Доктор.
ТАРДИС-и су опремљени хамеелеонским колом, врстом камуфлажне технологије која прилагођава спољашњи изглед летелице тако да се уклопи у окружење у коме се нађе. Међутим, због квара на хамеелеонском колу пре догађаја из прве епизоде An Unearthly Child, Докторов ТАРДИС је задржао изглед лондонске полицијске говорнице из 1960-их, објекта који је био чест у Британији у време почетка емитовања серије.
Доктор је неколико пута покушавао да поправи хамеелеонско коло – безуспешно у епизоди Logopolis (1981) и са само привременим успехом у Attack of the Cybermen (1985). У епизоди Boom Town, Доктор открива да је престао да покушава да га поправи јер му се изглед полицијске говорнице допао. Остали ТАРДИС-и који се појављују у серији имају исправна хамеелеонска кола и могу се прилагодити различитим окружењима.
ТАРДИС је познат по томе што је „већи изнутра него споља“. Унутар полицијске говорнице налази се много већа контролна соба, у чијем центру се налази конзола за управљање ТАРДИС-ом. У средишту конзоле налази се покретни цевасти уређај познат као временски ротор. Овај феномен, где је унутрашњи простор физички већи од спољашњег, објашњава се као димензионална трансцендентност—унутрашњост ТАРДИС-а постоји у посебној димензији и садржи бесконачан број соба, ходника и складишних простора, чији изглед и распоред могу да се мењају.
ТАРДИС такође омогућава Доктору и његовим сапутницима да комуницирају са људима који говоре различите језике, као и да све писане језике преведе на енглески. Овај преводилачки круг упоређиван је са стварним технологијама за машински превод, а истраживачи Марк Хали и Лин Боукер закључују да „када је реч о науци преводилачке технологије, Доктор Ху чешће греши него што је у праву. Ипак, можда му можемо опростити уметничку слободу ако прихватимо да је, као и у другим делима научне фантастике, неопходно представити неку врсту универзалног алата за превођење како би се објаснило публици зашто се људи из различитих земаља, временских периода, па чак и светова, међусобно разумеју и, углавном, говоре (скоро) савршеним енглеским.“
ТАРДИС је такође способан да генерише филтер перцепције, који чини да га људи игноришу и доживљавају као нешто обично и неприметно.

## Концептуална историја

### Дизајн екстеријера
Када је 1963. године развијана серија Доктор Ху, продукцијски тим је разматрао како би требало да изгледа Докторов временски брод. Да би се дизајн задржао у оквирима буџета, одлучено је да спољашњост подсећа на полицијску телефонску говорницу, уобичајени део уличног намештаја у Великој Британији, који је првобитно дизајнирао шкотски архитекта Гилберт Макензи Тренч двадесетих година 20. века. Идеју за овај изглед предложио је Ентони Кобурн, сценариста за BBC, који је прерадио прву епизоду серије на основу нацрта С. Е. Вебера.
Иако није познато да ли је било претходних примера за овај концепт, у новембру 1960. године, у епизоди популарне радио-комедије Beyond Our Ken појавио се скеч са временском машином описаном као „висока телефонска говорница“.
Да би се објаснило зашто ТАРДИС изгледа као полицијска говорница, уведен је механизам за камуфлажу, касније назван хамелеонски круг. У првој епизоди Аn Unearthly Child (1963), ТАРДИС се први пут појављује сакривен у лондонском отпаду за старо гвожђе. Након путовања у прошлост (The Cave of Skulls) до палеолита, његов спољашњи изглед остаје исти. У епизоди The Time Meddler (1965), Први Доктор објашњава да ТАРДИС треба аутоматски да усвоји маску прилагођену окружењу, као што је хауда (носач на леђима индијског слона) или камен на плажи.
Постоје различита тумачења о пореклу реквизита у облику полицијске говорнице. BBC тврди да је посебно направљен за Доктора Хуа, али постоје тврдње да је полицијска говорница заправо била реквизит рециклиран из BBC полицијских драма Z-Cars или Dixon of Dock Green, што је мишљење које је поновио и продуцент Доктора Хуа, Стивен Мофат.
Димензије и боја реквизита ТАРДИС-а у облику полицијске говорнице мењале су се више пута током серије, због оштећења и продукцијских захтева. Ниједан BBC реквизит није био потпуно верна реплика оригиналног модела Макензија Тренча. Временом су измењени бројни детаљи, укључујући облик крова, натписе, нијансу плаве боје, присуство амблема Св. Џона хитне помоћи и укупну висину кутије.
Оригинални реквизит коришћен је око 13 година, све док се није урушио, према извештајима, на главу глумице Елизабет Слејден. Нови модел уведен је у епизоди The Masque of Mandragora (1976), а укупно је било најмање шест верзија ТАРДИС-а.
Еволуција дизајна реквизита реферисана је у самој серији, у епизоди Blink (2007), када детектив инспектор Шиптон примећује да ТАРДИС „није права полицијска говорница – телефон је лажан, а прозори су погрешне величине“.

### Дизајн ентеријера
Конзолна соба ТАРДИС-а дизајнирана је за прву епизоду од стране сценографа Питера Брахачкија и била је необично велика за продукцију тог времена. Позната је по иновативном, сјајно белом „футуристичком” изгледу.
Као и реквизит полицијске говорнице, дизајн ентеријера ТАРДИС-а развијао се током година. Од почетка серије 1963. године, па све до краја класичне серије 1989. године, дизајн конзолне собе ТАРДИС-а остао је углавном непромењен од оригиналног Брахачкијевог дизајна, светле беле просторије са распоредом округлих елемената на зидовима и централном хексагоналном конзолом која је садржала цилиндрични „временски ротор” који се кретао када је ТАРДИС био у транзиту. Направљене су бројне измене на централној конзоли и распореду, али је основни концепт остао константан. У 14. сезони (1976–77) кратко је коришћена конзолна соба са панелима од тамног дрвета, позната као „Контролна соба број 2”, али је бела конзолна соба поново враћена у 15. сезони због оштећења сценографије. Након отказивања серије, радикално редизајниран сет ТАРДИС-а коришћен је у телевизијском филму из 1996. године, што је означило прелазак на дизајн инспирисан стимпанком, који је касније утицао на дизајн у обновљеној серији од 2005. године па надаље.

#### Ентеријер ТАРДИС-а 1963–2018
- Оригинални сет из 1963. године (репродукција из 2014)
- Конзолне соба коришћена од 1977. до 1983. године
- Сет конзолне собе коришћен од 1983. до 1989. године
- Редизајниран сет од 2005. до 2010. године
- Унутрашњост ТАРДИС-а коју је користио Једанаести Доктор (Мет Смит) од 2010. до 2012. године
- Ентеријер ТАРДИС-а од 2012. до 2017. године, како је изгледао током ере Дванаестог Доктора (Питер Капалди)

### Приказ путовања кроз време
Продукцијски тим је осмислио да ТАРДИС путује тако што се дематеријализује на једном месту и рематеријализује на другом, иако се понекад у серији показује да је такође способан за конвенционално путовање кроз свемир. У божићном специјалу из 2006. године, The Runaway Bride, Доктор примећује да ТАРДИС, као свемирска летелица, изненађујуће мало лети. Способност да путује једноставним ишчезавањем и поновним појављивањем на различитим локацијама постала је једна од обележја серије, омогућавајући велику свестраност у поставкама и причама без велике потрошње на специјалне ефекте.
Дистинктивни пратећи звучни ефекат, циклични звук шкргутања и ускликовања, првобитно је створио Брајан Хоџсон, звуковни техничар у BBC Радиофонском студију, снимањем звука кључа који је тпрелази преко клавира. Хоџсон је затим поново снимао звук мењајући брзину траке и спајао измене звукова заједно. Када се користи у серији, звук се обично синхронизује са светлом на врху полицијске говорнице или са ефектима ишчезавања и поновног појављивања ТАРДИС-а. Писац Патрик Нес описује одређени звук дематеријализације брода као „некакав уклети звук стругања”, док традиционални стрипови из Доктор Ху Магазина користе ономатопеју „ворп ворп ворп”.

## Други прикази

### Телевизијски спиноф
Звук ТАРДИС-а Доктора појављује се у серији Торчвуд, у последњој сцени епизоде End of Days (2007). Пошто је хаб Торчвуда Три смештен на рифту временске енергије, Доктор често долази на Roald Dahl Plass, директно изнад њега, како би напунио ТАРДИС. У епизоди, Џек Харкнес чује препознатљив звук мотора, осмехује се и потом нестаје. Сцена се наставља у Доктор Ху епизоди Utopia (2007), у којој Џек трчи ка ТАРДИС-у и држи се за њега, непосредно пре него што нестане.
Бивша сапутница Сара Џејн Смит има дијаграм ТАРДИС-а у својој поткровљу, како је приказано у серији The Sarah Jane Adventures, у епизоди Invasion of the Bane (2007). У дводелном серијалу The Temptation of Sarah Jane Smith (2008), Сара Џејн постаје заробљена у 1951. години и на тренутак погрешно помисли да је стварна полицијска телефонска кутија заправо ТАРДИС (момент је чак најављен музичким мотивом Доктора, који се често користи у новој серији). Потпуно се појављује у The Wedding of Sarah Jane Smith (2009), у којој Доктор кратко дочека Сарине сапутнике у ТАРДИС. Онда постаје позадина за сцену опроштаја између Саре Џејн и Десетог Доктора, која одјекује скоро исто као и њена последња размена са Четвртим Доктором на ТАРДИС-у из 1976. године. ТАРДИС се поново појављује у Death of the Doctor (2010), где га украде Шаншит, који покушава да га користи као машину за бесмртност.

### Позоришни филмови
ТАРДИС се појављује у два филма, Dr. Who and the Daleks (1965) и Daleks' Invasion Earth 2150 A.D. (1966). У оба филма, Доктора игра Питер Кушинг, који је приказан као ексцентрични научник који је сам изумео ТАРДИС. У овим филмовима, Доктор је мало другачији од телевизијске верзије, јер је представљен као људски научник, а не као Господар времена, што значи да је концепт ТАРДИС-а у овим верзијама филмова измењен у односу на оригиналну серију.

## Културни утицај

### Мерчендајзинг
Као једна од најпрепознатљивијих слика повезаних са серијом Доктор Ху, ТАРДИС се појављивао на бројним артиклима који су повезани са програмом. Производени су модели ТАРДИС-а различитих величина, који су били праћени ликовима и акционим фигурицама из Доктор Хуа, неки са уграђеним звучним ефектима. Такође, чести су били модели целе величине ТАРДИС-а које су израђивали фанови. Постојале су и видео игрице у облику ТАРДИС-а, играчке за децу, кутије за играчке, тегле за колачиће, подставке за књиге, привесци за кључеве, па чак и боца у облику полицијске кутије за ТАРДИС купку са мехурићима. Специјално издање на VHS-у серије The Trial of a Time Lord из 1993. године било је упаковано у лимену кутију у облику ТАРДИС-а.
Са поновним покретањем серије 2005. године, произведен је широк спектар производа у облику ТАРДИС-а, укључујући штедњак ТАРДИС, сет играчака ТАРДИС фигура, ТАРДИС који детектује сигнал позива са мобилног телефона и светли када прима позив, ормари у облику ТАРДИС-а, ДВД ормариће и USB хаб у облику ТАРДИС-а. Комплетан ДВД сет сезоне 2005, издат новембра 2005. године, био је упакован у паковању које је подсећало на ТАРДИС.
Један од оригиналних модела ТАРДИС-а који су коришћени у продукцији серије током 1970-их продао се на аукцији у децембру 2005. године за 10.800 фунти.

### BBCзаштитни знак
1996. године BBC је поднео захтев за регистрацију ТАРДИС-а као жиг у Великој Британији код Канцеларије за интелектуалну својину. Овај захтев је оспорио Лондонски метрополитен, који је сматрао да они имају права на слику полицијске кутије. Међутим, Канцеларија за патенте је утврдила да није било доказа да је Лондонски метрополитен, или било која друга полицијска снага, икада регистровала слику као жиг. Поред тога, BBC је већ више од три деценије продавао производе засноване на овом имиџу без икаквих примедби од стране полиције. Канцеларија за патенте је 2002. године донела одлуку у корист BBC-ја.
Реч ТАРДИС је уписана у Оксфордски речник енглеског језика.

### Наслеђене полицијске кутије
Неколико наслеђених полицијских кутија и даље стоји на улицама широм Уједињеног Краљевства. Иако више не служе својој оригиналној функцији, многе су прерађене у киоске за кафу и често се љубазно називају ТАРДИС-има. Једна полицијска кутија у области Сомертона у Њупорту у Јужном Велсу позната је као Сомертон ТАРДИС.

### У науци и рачунарству
Астероид који је 1984. године открио астроном Брајан А. Скиф добио је име 3325 ТАРДИС због свог кубоидног изгледа. Неке геолошке карактеристике на Харону, највећем месецу патуљасте планете Плутона, добиле су имена по митолошким или фикционалним бродовима, а једна од њих носи назив Тардис Касма.
Произвођач складишта података под именом tarDISK продаје флеш меморијску картицу за Apple MacBook која тврди да је „већа изнутра”. Такође, тврде да има нативну интеграцију са Apple-овим софтвером за прављење резервних копија, Time Machine.
Европска свемирска агенција је послала 3.000 тартиграда у орбиту на спољашњој страни ракете. 32% је преживело. Експеримент је назван „Тартигради у свемиру”, или ТАРДИС.

### У популарној култури
У музици, група The KLF (која је наступала као The Timelords) објавила је популарни сингл 1988. године под називом Doctorin' the Tardis. Песма је достигла прво место на британској листи синглова и имала је глобални успех. Била је прерада неколико песама (првенствено Rock and Roll Part 2 Герија Глитера, Block Buster! групе The Sweet) са текстовима који се односе на серију Доктор Ху, посебно на ТАРДИС. 2007. године, британска рок група Radiohead укључила је песму Up on the Ladder на њиховом албуму In Rainbows, која почиње стихом I'm stuck in the TARDIS.
Године 2001, уметник Марк Волинџер, добитник Тарнерове награде, створио је уметничко дело под називом Time and Relative Dimensions in Space које има облик полице у облику полицијске кутије са огледалима. BBC сајт га описује као „недавни доказ трајне заоставштине ТАРДИС-а”.
У јулу 2014. године, комедијска група Monty Python започела је своју поновну изведбу, Monty Python Live (Mostly), са анимираним приказом ТАРДИС-а, названим „ретардис”, који лете кроз свемир пре него што су се Питони појавили на сцени.
У филму, ТАРДИС се појављује као камео у неким продукцијама, укључујући Iron Sky (2012) и Лего филм 2 (2019). ТАРДИС је такође део неких популарних видео играма, као што су Lego Dimensions и Fortnite: Battle Royale.
Да би промовисали филм Барби, објављен у јулу 2023. године, розе ТАРДИС је откривен поред Тауербриџа у Лондону 11. јула, јер је Шути Гатва наступио и као Кен у филму Барби и као Петнаести Доктор у серији Доктор Ху.
Друге референце на ТАРДИС укључују сребрну комеморативну кованицу од 2 долара која приказује ТАРДИС, издате на острву Нијуе у Тихом океану од стране Перта Минта поводом 50. годишњице серије Доктор Ху, као и Tardis Environmental, британску компанију за канализацију, која је користила сличност својих преносних тоалета са полицијском кутијом као референцу.
Термин „Тардис” је такође постао жаргон у британској индустрији некретнина, који сугерише да је кућа или стан заправо много већи изнутра него што изгледа споља.